# 4820 Fay
4820 Fay eller 1985 RZ är en asteroid i huvudbältet som upptäcktes den 15 september 1985 av den amerikanska astronomen Carolyn S. Shoemaker vid Palomar-observatoriet. Den är uppkallad efter Fay Gillis Wells.
Asteroiden har en diameter på ungefär 8 kilometer.